# Jaba Kankava
Jaba Kankava (Tiflis, 18 de marzo de 1986) es un futbolista georgiano que juega como centrocampista en el F. C. Dinamo Tbilisi de la Erovnuli Liga.

## Carrera
El 30 de marzo de 2014, durante un partido entre su club, el Dnipro Dnipropetrovsk, y el Dinamo de Kiev, le salva la vida a Oleh Gusev, que yacía en el suelo después de un choque con el portero del Dnipro Dnipropetrovsk, Denys Boyko. Cuando parecía que el jugador se iba a ahogar, Kankava corrió hacia él para liberar su vía aérea y evitar que se ahogue con su propia lengua. El jugador más tarde fue rescatado por los médicos en el lugar.
El 14 de agosto de 2015 llegó al Stade de Reims, que miraba por muchas semanas un centrocampista defensivo para cubrir la salida de Grzegorz Krychowiak. Jugó su primer partido de la Ligue 1 el 22 de agosto de 2015, contra el Nantes, en una derrota por 1:0.

## Selección nacional
Es internacional con la selección de fútbol de Georgia.
Jugó 5 partidos de la clasificación para la Copa Mundial de Fútbol de 2006 y 9 partidos de la clasificación para la Eurocopa 2008.
Anotó un gol contra Croacia en la clasificación para la Eurocopa 2012.

## Clubes
| Club                              | País       | Año       |
| --------------------------------- | ---------- | --------- |
| F. C. Dinamo Tbilisi              | Georgia    | 2003-2004 |
| Alania Vladikavkaz                | Rusia      | 2005      |
| Arsenal Kiev                      | Ucrania    | 2006      |
| Dnipro Dnipropetrovsk             | Ucrania    | 2007-2015 |
| F. C. Kryvbas Kryvyi Rih (cedido) | Ucrania    | 2011-2012 |
| Stade de Reims                    | Francia    | 2015-2017 |
| F. C. Tobol Kostanai              | Kazajistán | 2018-2020 |
| Valenciennes F. C.                | Francia    | 2021      |
| Š. K. Slovan Bratislava           | Eslovaquia | 2021-2024 |
| F. C. Dinamo Tbilisi              | Georgia    | 2025-     |

## Palmarés

### Títulos nacionales
| Título                  | Club                    | País       | Año  |
| ----------------------- | ----------------------- | ---------- | ---- |
| Superliga de Eslovaquia | Š. K. Slovan Bratislava | Eslovaquia | 2022 |
| Superliga de Eslovaquia | Š. K. Slovan Bratislava | Eslovaquia | 2023 |
| Superliga de Eslovaquia | Š. K. Slovan Bratislava | Eslovaquia | 2024 |